# СИПА (агенција)
Државна агенција за истраге и заштиту (енгл. State Investigation and Protection Agency), позната по свом акрониму СИПА (од енгл. SIPA), је босанскохерцеговачка државна полицијска агенција. СИПА је под управом Министарства безбедности БиХ, те је прва полицијска агенција на државном нивоу након потписивања Дејтонског мировног споразума.

## Оснивање и надлежност
Агенција је основана 2002. године под називом Агенција за информације и заштиту Босне и Херцеговине као независна агенција на нивоу БиХ. Задатак агенције био је првобитно прикупљање и обрада података од интереса за провођење међународних и кривичних закона БиХ, као и за заштиту врло важних особа, дипломатско-конзуларних представништава и објеката институција Босне и Херцеговине, и дипломатских мисија, са врло ограниченим полицијским овлаштењима и то само у делу заштите. У јуну 2004. године трансформисана је у Државну агенцију за истраге и заштиту, те је добила пуна полицијска овлашћења и постала прва права полицијска агенција која своју надлежност остварује на целој територији Босне и Херцеговине (раније формирана гранична служба иако полицијска агенција, није имала и нема надлежност изван граничког појаса). Иако је тада успостављена као орган у саставу Министарства безбедности БиХ, Агенција и даље има оперативну самосталност, са задацима:
- спречавање, откривање и истрага кривичних дела из надлежности Суда БиХ
- физичка и техничка заштита штићених особа и објеката
- заштита угрожених сведока и сведока под претњом и слично.

Након доношења Закона о Дирекцији за координацију полицијских органа и агенцијама за подршку полицијској структури Босне и Херцеговине, послови физичке и техничке заштите штићених особа и објеката прешли су у надлежности Дирекције за координацију полицијских органа, тако да су надлежности СИПА остале у области борбе против одређених кривичних дела и области заштите сведока. 
СИПА је, према томе, између осталог надлежна за:
- хапшење особа осумњичених за ратне злочине
- истрагу кривичних дела прања новца
- борбу против организованог криминала
- борбу против тероризма
- спречавање трговине људима

## Структура
Седиште агенције је у Источном Сарајеву. На челу агенције је директор, чији службу тренутно обавља Дарко Ћулум. Директору у вршењу службе помажу заменик директора и помоћници директора као руководиоци организационих јединица.
Постоје и три регионалне канцеларије СИПА-е, са седиштима у Бањој Луци, Мостару и Тузли.